# Lemniscomys barbarus
Espèce
Statut de conservation UICN

 LC  : Préoccupation mineure
Le Rat rayé, Rat rayé de barbarie ou Souris rayée africaine, autrefois très présent jusqu'à la périphérie des grandes villes, est encore assez fréquent dans les campagnes marocaines et algériennes. 
Il ne semble pas y être considéré comme nuisible, peut-être à cause de sa crainte du Rat noir (rattus rattus), et évite donc de s'approcher de l'homme. Curieusement, il fréquente souvent les lits de pierres situé sous les supports de voies ferrées. Si certains zoologues le cataloguent comme animal nocturne, il était aisé d'en surprendre des colonies entières en plein jour dans les années 1970 dans les faubourgs de Casablanca[réf. souhaitée].
On rencontre généralement ce petit rongeur diurne dans les milieux peu anthropisés, mais il peut également être retrouvé en bordure des vergers ou des champs cultivés.
Bien que très craintif et peu sociable, il est possible d'élever cette espèce en captivité.